# Peucedanum tempskyanum
Peucedanum tempskyanum är en flockblommig växtart som först beskrevs av Josef Franz Freyn och Paul Ernst Emil Sintenis, och fick sitt nu gällande namn av Minosuke Hiroe. Peucedanum tempskyanum ingår i släktet siljor, och familjen flockblommiga växter. Inga underarter finns listade i Catalogue of Life.